# Bolesław Prus
Bolesław Prus, författarnamn för Aleksander Głowacki, född 20 augusti 1847 i Hrubieszów, död 19 maj 1912 i Warszawa, var en polsk författare, som räknas som en av Polens mest berömda. Han är i omvärlden känd främst för sin roman Farao. 
Bolesław Prus började sin litterära bana med små humoristiska skisser med motiv ur barnens och djurens liv, övergick senare till ett bredare författarskap och fullbordade en rad betydelsefulla livsskildringar, där han framstår som en fin psykolog och intim kännare av aktuella frågor i sin samtid. Bland han verk märks Förposten (1884), en skildring av den polska bondebefolkningens kamp mot förtyskningsträvandena i Posen, Dockan (1890), Emanciperade kvinnor (1894), Barndomssynder (1896) med flera. Ett populärt verk från hans senare år är berättelsen Barnen (1910). Prus utgav även flera teologiska inlägg om samhällsproblem och livsåskådning.